# Диаграмма развёртывания

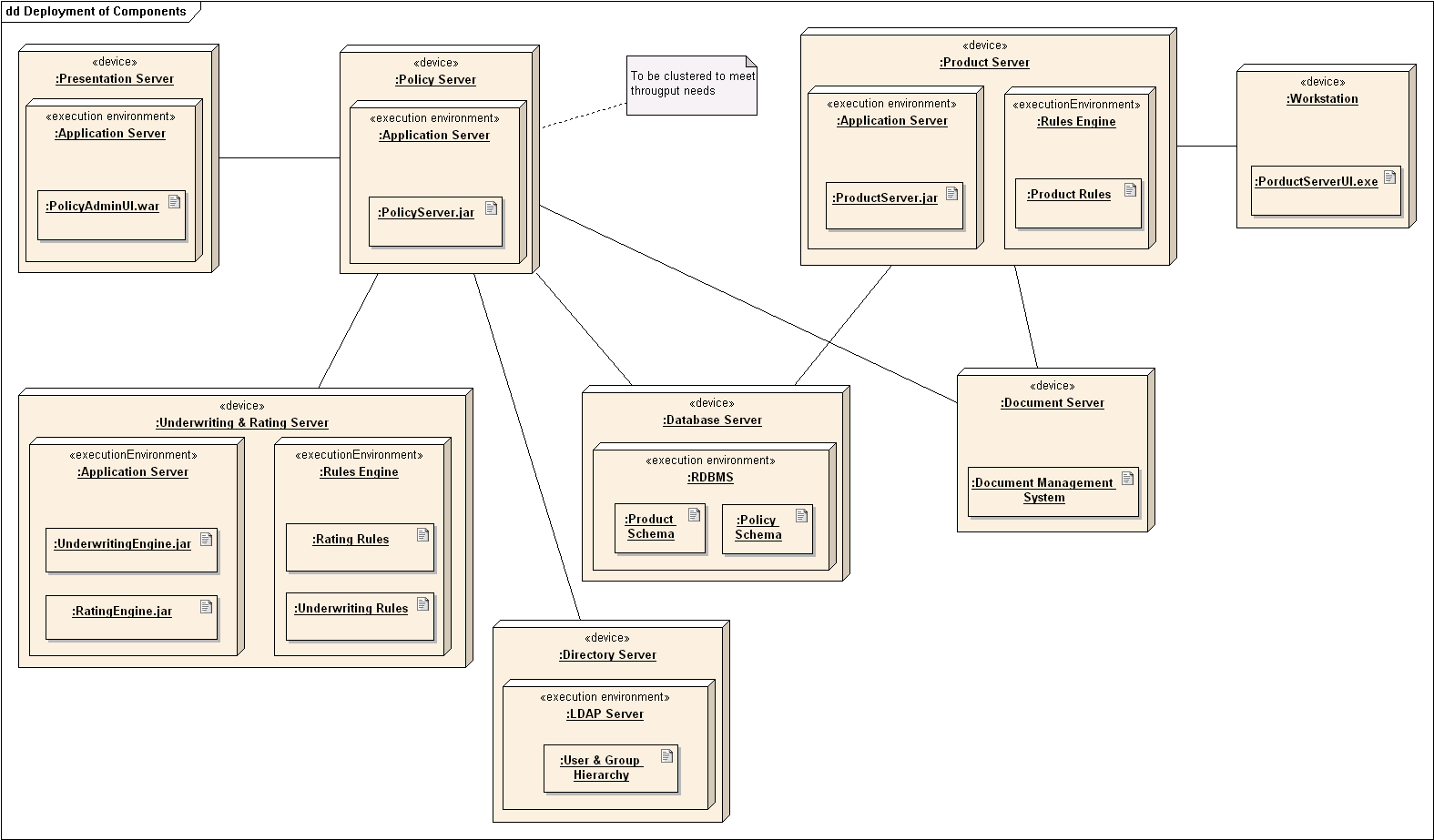
Пример диаграммы развертывания

Диагра́мма развёртывания (англ. Deployment diagram) в UML моделирует физическое развертывание артефактов на узлах. Например, чтобы описать веб-сайт, диаграмма развертывания должна показывать, какие аппаратные компоненты («узлы») существуют (например, веб-сервер, сервер базы данных, сервер приложения), какие программные компоненты («артефакты») работают на каждом узле (например, веб-приложение, база данных), и как различные части этого комплекса соединяются друг с другом (например, JDBC, REST, RMI).
Узлы представляются как прямоугольные параллелепипеды с артефактами, расположенными в них, изображёнными в виде прямоугольников. Узлы могут иметь подузлы, которые представляются как вложенные прямоугольные параллелепипеды. Один узел диаграммы развертывания может концептуально представлять множество физических узлов, таких как кластер серверов баз данных.
Существует два типа узлов:
1. Узел устройства
2. Узел среды выполнения

Узлы устройств — это физические вычислительные ресурсы со своей памятью и сервисами для выполнения программного обеспечения, такие как обычные ПК, мобильные телефоны. 
Узел среды выполнения — это программный вычислительный ресурс, который работает внутри внешнего узла и который представляет собой сервис, выполняющий другие исполняемые программные элементы.